# Novoť
Novoť és un poble i municipi d'Eslovàquia que es troba a la regió de Žilina, al centre-nord del país, just a la frontera amb Polònia.

## Demografia
| Godina             | 1994 | 2004    | 2014    | 2024   |
| ------------------ | ---- | ------- | ------- | ------ |
| Nombre de persones | 2828 | 3158    | 3506    | 3818   |
| Diferència         |      | +11,66% | +11,01% | +8,89% |

| Godina             | 2023 | 2024   |
| ------------------ | ---- | ------ |
| Nombre de persones | 3790 | 3818   |
| Diferència         |      | +0,73% |